# Hesperocimex
Hesperocimex är ett släkte av insekter. Hesperocimex ingår i familjen vägglöss.
Kladogram enligt Catalogue of Life:
| Hesperocimex | \| \| Hesperocimex coloradensis \| \| \| \| \| \| Hesperocimex sonorensis \| \| \| \| |
|              | \| \| Hesperocimex coloradensis \| \| \| \| \| \| Hesperocimex sonorensis \| \| \| \| |
|              | Cimex                                                                                 |
|              |                                                                                       |
|              | Cimexopsis                                                                            |
|              |                                                                                       |
|              | Haematosiphon                                                                         |
|              |                                                                                       |
|              | Oeciacus                                                                              |
|              |                                                                                       |
|              | Ornithocoris                                                                          |
|              |                                                                                       |
|              | Primicimex                                                                            |
|              |                                                                                       |
|              | Synxenoderus                                                                          |
|              |                                                                                       |
|              | Hesperocimex coloradensis                                                             |
|              |                                                                                       |
|              | Hesperocimex sonorensis                                                               |
|              |                                                                                       |

|  | Hesperocimex coloradensis |
|  |                           |
|  | Hesperocimex sonorensis   |
|  |                           |